# Viola laricicola
Viola laricicola är en violväxtart som beskrevs av Marcussen. Viola laricicola ingår i släktet violer, och familjen violväxter. Inga underarter finns listade i Catalogue of Life.